# 中央演講和戲劇學院

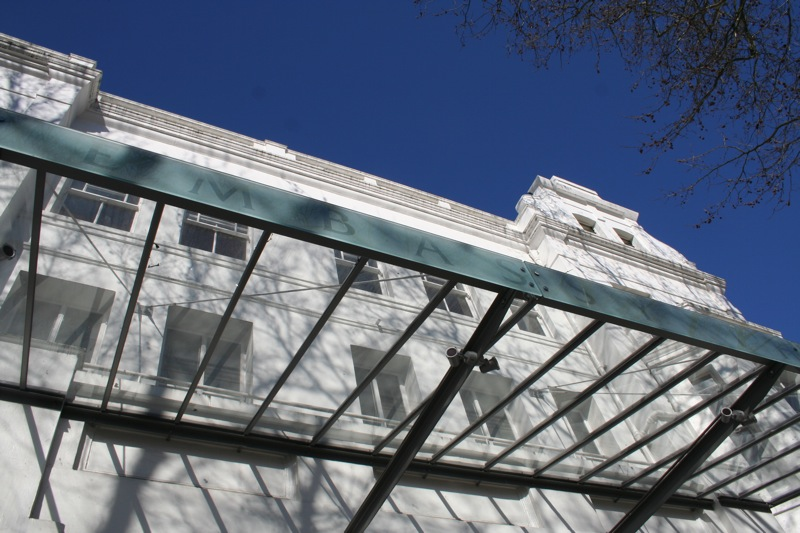
大使劇院曾是其授课处

中央演講和戲劇學院（英語：Royal Central School of Speech & Drama）是倫敦大學下的一個組成學院，由艾爾西·福格蒂於1906年创立于皇家阿爾伯特音樂廳，2005年併入倫敦大學。
現址位於瑞士小屋，主要提供戲劇表演方面的教育。該學院提供100種本科、碩士及研究學位，也有短期課程和少數博士學位。
2008年10月9日，學院宣佈2005年諾貝爾文學獎得主哈羅德·品特將在12月10日的畢業生典禮上出任校長，但是品特因病缺席，并隨後去世。
2008年科研評估將該學院為評為“世界領先”（world leading）及“國際一流”（internationally excellent）。2011年衛報將其列在專業機構第六位、戲劇和舞蹈內第九位。

## 外部連結
- 官方网站 （页面存档备份，存于）

51°32′39″N 0°10′26″W / 51.5442°N 0.1738°W